# 젤리

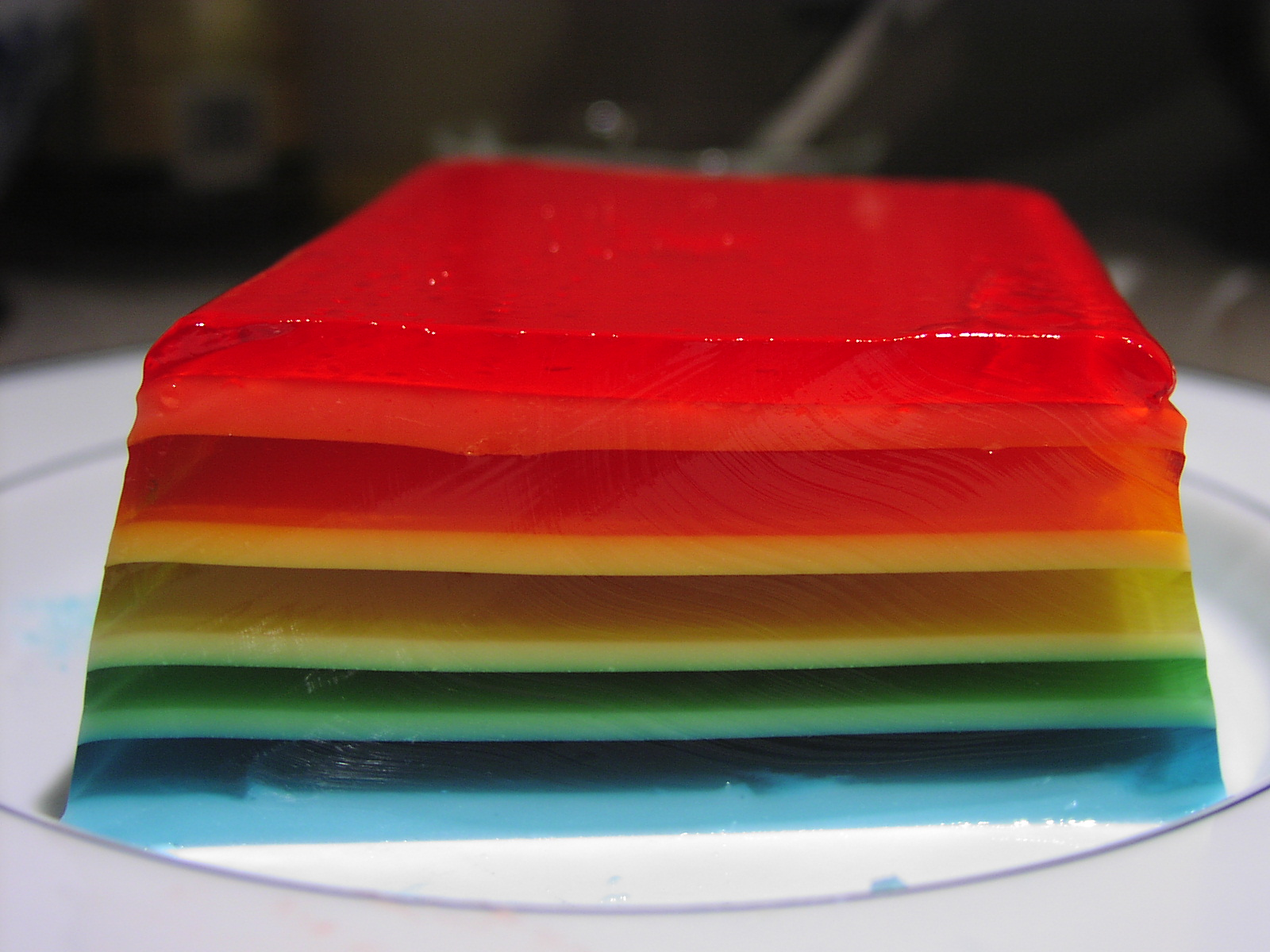
무지개 젤리

젤리(영어: jelly, 문화어: 단묵, 쩨리)는 과일을 그대로 혹은 물을 넣고 끓인 후 압착하여 즙을 짜내어 얻어진 펙틴에 설탕을 넣어 조려서 응고시킨 식품이다. 냉각시켰을 때 응고될 정도로 농축하여 만든다. 젤리는 투명하여 반짝이는 듯한 광택을 지니며, 색은 양호하고 용기에서 꺼냈을 때 원형을 유지하여 부서지지 않는 상태가 되어야 하고, 원료 과일의 풍미와 향을 가지고 있는 것이 좋다.
젤리로 응고시키기 위해서는 펙틴, 산, 당분이 필요하며, 완성된 제품의 산도(pH)는 2.8~3.3의 범위가 바람직하다. 이 값은 젤리에 필요한 세 가지 성분의 농도와 비율에 따라 조금씩 차이가 있으며, 산도(pH)가 3.6 이상이 되면 펙틴의 품질이나 양에 관계없이 젤리화가 되지 않는다. 젤리의 일반적인 맛과 모양 등은 매우 다양하다. 젤리 제조회사 중 대표적으로 하리보가 있다.

## 역사
젤라틴이 상용 제품으로 널리 이용될 수 있기 전까지 가장 일반적인 젤리는 칼프 풋 젤리(calf's foot jelly)였다. 이름에서 보여주듯이 이것은 송아지(칼프)의 발(풋)에서 젤라틴을 추출 후 정제하여 만든다. 이 젤라틴은 아스픽의 향긋한 음식에 사용되거나 과일 주스, 설탕과 섞어서 디저트로 만들기 위해 사용되었다.

## 안전
대부분의 젤리는 소비톨액을 소량으로 함유하고 있어서 다량으로 섭취했을 때 아토피 악화나 충치 등 몸에 좋지 않은 영향을 끼친다.
오염된 쇠고기를 먹으면 신형 크로이츠펠트-야코프병(광우병, 소해면상뇌병증)이 발생할 수 있지만, 젤라틴과 같은 콜라겐 제품을 통해 BSE가 전염된 사례는 알려진 바 없다.

## 같이 보기
- 양갱
- 잼
- 묵
- 구미 베어
- 과편
- 망고젤리
- 커피 젤리
- 하리보
- 사탕
- 젤레
- 젤라틴